# Freestyleskiën op de Olympische Winterspelen 2010
Freestyleskiën is een van de sporten die beoefend werden tijdens de Olympische Winterspelen 2010 in Vancouver. De wedstrijden vonden plaats in het wintersportgebied Cypress Mountain.

## Programma
| Datum       | Lokale tijd | MET   | Onderdeel            |
| ----------- | ----------- | ----- | -------------------- |
| 14 februari | 15:30       | 00:30 | moguls               |
| 21 februari | 09:15       | 18:15 | ski cross            |
| 22 februari | 18:00       | 03:00 | aerials kwalificatie |
| 25 februari | 18:00       | 03:00 | aerials finale       |

| Datum       | Lokale tijd | MET   | Onderdeel            |
| ----------- | ----------- | ----- | -------------------- |
| 13 februari | 16:30       | 01:30 | moguls               |
| 20 februari | 10:00       | 19:00 | aerials kwalificatie |
| 23 februari | 10:00       | 19:00 | ski cross            |
| 24 februari | 19:15       | 04:15 | aerials finale       |

## Medailles

### Mannen
| Onderdeel | Goud               | Goud | Zilver          | Zilver | Brons          | Brons |
| --------- | ------------------ | ---- | --------------- | ------ | -------------- | ----- |
| Aerials   | Aleksei Grisjin    | BLR  | Jeret Peterson  | USA    | Liu Zhongqing  | CHN   |
| Moguls    | Alexandre Bilodeau | CAN  | Dale Begg-Smith | AUS    | Bryon Wilson   | USA   |
| Ski cross | Michael Schmid     | SUI  | Andreas Matt    | AUT    | Audun Grønvold | NOR   |

### Vrouwen
| Onderdeel | Goud            | Goud | Zilver         | Zilver | Brons            | Brons |
| --------- | --------------- | ---- | -------------- | ------ | ---------------- | ----- |
| Aerials   | Lydia Lassila   | AUS  | Li Nina        | CHN    | Guo Xinxin       | CHN   |
| Moguls    | Hannah Kearney  | USA  | Jennifer Heil  | CAN    | Shannon Bahrke   | USA   |
| Ski cross | Ashleigh McIvor | CAN  | Hedda Berntsen | NOR    | Marion Josserand | FRA   |

## Medailleklassement
| Plaats | Land             | NOC    | Goud | Zilver | Brons | Totaal |
| ------ | ---------------- | ------ | ---- | ------ | ----- | ------ |
| 1      | Canada           | CAN    | 2    | 1      | 0     | 3      |
| 2      | Verenigde Staten | USA    | 1    | 1      | 2     | 4      |
| 3      | Australië        | AUS    | 1    | 1      | 0     | 2      |
| 4      | Wit-Rusland      | BLR    | 1    | 0      | 0     | 1      |
| 4      | Zwitserland      | SUI    | 1    | 0      | 0     | 1      |
| 6      | China            | NOR    | 0    | 1      | 2     | 3      |
| 7      | Noorwegen        | NOR    | 0    | 1      | 1     | 2      |
| 8      | Oostenrijk       | AUT    | 0    | 1      | 0     | 1      |
| 9      | Frankrijk        | FRA    | 0    | 0      | 1     | 1      |
| Totaal | Totaal           | Totaal | 6    | 6      | 6     | 18     |

Calgary 1988 · 
Albertville 1992 · 
Lillehammer 1994 · 
Nagano 1998 · 
Salt Lake City 2002 · 
Turijn 2006 · 
Vancouver 2010 · 
Sotsji 2014 · 
Pyeongchang 2018 · 
Peking 2022 
Lijst van olympische medaillewinnaars
Alpineskiën · Biatlon · Bobsleeën · Curling · Freestyleskiën · Kunstrijden · Langlaufen · Noordse combinatie · Rodelen · Schaatsen · Schansspringen · Shorttrack · Skeleton · Snowboarden · IJshockey